# Psammoecus personatus
Psammoecus personatus é uma espécie de insetos coleópteros polífagos pertencente à família Silvanidae.
A autoridade científica da espécie é Grouvelle, tendo sido descrita no ano de 1919.
Trata-se de uma espécie presente no território português.